# Cámara Santa de Oviedo

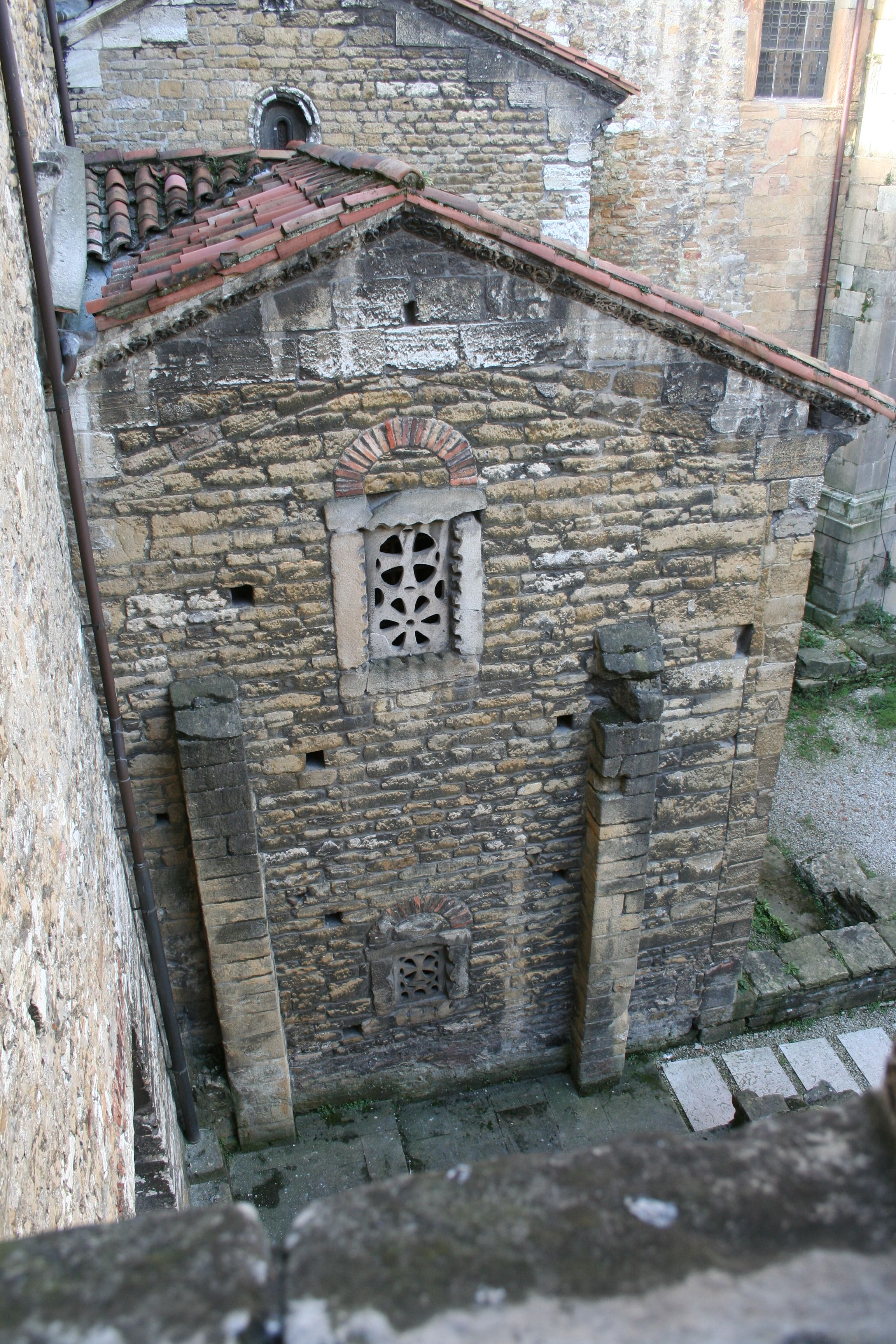
Imagen exterior de la Cámara Santa y la cripta de Santa Leocadia. Podemos ver las dos celosías, la superior correspondiente a la cámara santa o capilla de san Miguel y la inferior perteneciente a la cripta de Santa Leocadia.

La Cámara Santa es un edificio situado dentro del conjunto de la catedral de Oviedo, Principado de Asturias, España. Es de estilo prerrománico asturiano, construida en el siglo IX, siendo, junto con la torre vieja, los edificios más antiguos de dicho conjunto catedralicio. Su función, prácticamente desde su construcción y que conserva en la actualidad, ha sido la de guarda de las reliquias y tesoro catedralicios, para cuya defensa fue construida la torre anteriormente citada.
Se articula en dos capillas superpuestas y sin comunicación entre ellas. La capilla inferior, llamada cripta de Santa Leocadia, y la superior o capilla de San Miguel, están ambas adosadas a una estructura cronológicamente anterior denominada Torre de San Miguel, hoy tan embebida en construcciones posteriores, que no es reconocible desde el exterior. En el siglo XII la capilla de San Miguel sufrió una reforma consistente en la sustitución de la bóveda original de madera por una de cañón. En el interior, las columnas añadidas para soportar la bóveda se decoraron con un apostolado románico, siendo este desde entonces unos de los rasgos más característicos del edificio. Durante los sucesos de la Revolución de Asturias de 1934, la Cámara fue volada por un grupo de revolucionarios. La reconstrucción se realizó fielmente reutilizando de nuevo todos los materiales, volviendo a ser consagrada el 6 de septiembre de 1942.
Se custodian en el interior las joyas más preciadas de la catedral: las cruces de la Victoria y de los Ángeles, símbolos de Asturias y de la ciudad de Oviedo, respectivamente, la caja de las Ágatas y el Arca Santa, que contiene un gran número de reliquias, entre las que se encuentra el Santo Sudario. En 1977 la Cámara sufrió el robo de estas joyas, siendo recuperadas en 1981 parcialmente desmontadas. Una vez restauradas, fueron colocadas de nuevo en su lugar en 1984.
La Cámara Santa está declarada Patrimonio de la Humanidad por la Unesco desde 1998 como parte de la denominación Monumentos de Oviedo y del Reino de Asturias.
En 2015, en la aprobación por la Unesco de la ampliación del Camino de Santiago en España a «Caminos de Santiago de Compostela: Camino francés y Caminos del Norte de España», fue incluida, junto a la catedral de San Salvador, como uno de los bienes individuales (n.º ref. 669bis-005) del camino primitivo.

## Cripta de Santa Leocadia
La cripta formó parte de un conjunto de dos santuarios superpuestos, pero sin comunicación entre ellos; la cripta es el santuario inferior y el superior es la Cámara Santa.
La construcción de la cripta se inicia tras el traslado de los restos de los santos mártires cordobeses Eulogio y Leocricia desde el emirato de Mohamed I por Dulcidio. La primera noticia de la cripta aparece en el año 908.

### Arquitectura
La cripta es de forma rectangular rematada con una bóveda de cañón de una altura de 2.30 metros. El espacio está dividido en dosː en la entrada está situada la nave y al fondo el presbiterio en el que está colocado el altar.
La nave se halla al principio de la cripta, en la que se encuentran las dos entradas existentes a la cripta, situadas una al norte y otra al sur. El suelo cuenta con tres tumbas excavadas en la tierra y perpendiculares a las entradas, por lo que su orientación es este-oeste. Dos de estas tres tumbas están cubiertas por lápidas profusamente labradas, la tercera carece de cualquier tipo de losa.
El presbiterio, al fondo, conserva el pavimento original. En esta zona se encuentra el altar mayor, consistente en un gran bloque de piedra que descansa sobre la tumba de Dulcidio. En la pared hay una ventana con una cruz griega.

## Capilla de San Miguel
Se trata de una capilla situada en la parte superior de la cripta de Santa Leocadia. La capilla es contemporánea de la cripta y de la torre vieja de San Salvador, si bien hasta el siglo XII no se denominó de esta forma siendo totalmente independiente de la cripta. 
En el siglo XIII la capilla se empezó a usar para guardar las importantes reliquias que estaban depositadas en la catedral, función que hoy en día sigue realizando. 

### Arquitectura
La capilla presenta una planta rectangular formada por tres zonas bien diferenciadas. Estos sectores se denominan: 
- Antecámara, donde está situada la entrada de la capilla, tanto la actual como la primitiva, que queda a la izquierda de la entrada.
- Nave y presbiterioː estas dos estancias son coetáneas a la cripta y con ella formaron un único edificio.

Nave: la nave sufrió varias remodelaciones, su primitivo techo de madera se retiró en el siglo XVI por una bóveda de cañón y se rebajó la altura de los muros exteriores.
Presbiterio: en esta zona, cerrada por una verja, se encuentran las reliquias que están depositadas en la cámara. De estas reliquias se pueden destacar: Arca Santa, Santo Sudario, Cruz de la Victoria, Cruz de los Ángeles, Arca de las Ágatas, como principales objetos. Otros objetos que se conservan son El Cristo de Nicodemo (siglo XII), obra realizada en marfil; un díptico de estilo románico datado en el siglo XII, también marfileños bizantinos, románicos y góticos y el Libro de los Testamentos, una de las obras importantes del siglo XII. Existen asimismo espinas de la corona y un fragmento de la cruz de Cristo.

### Decoración

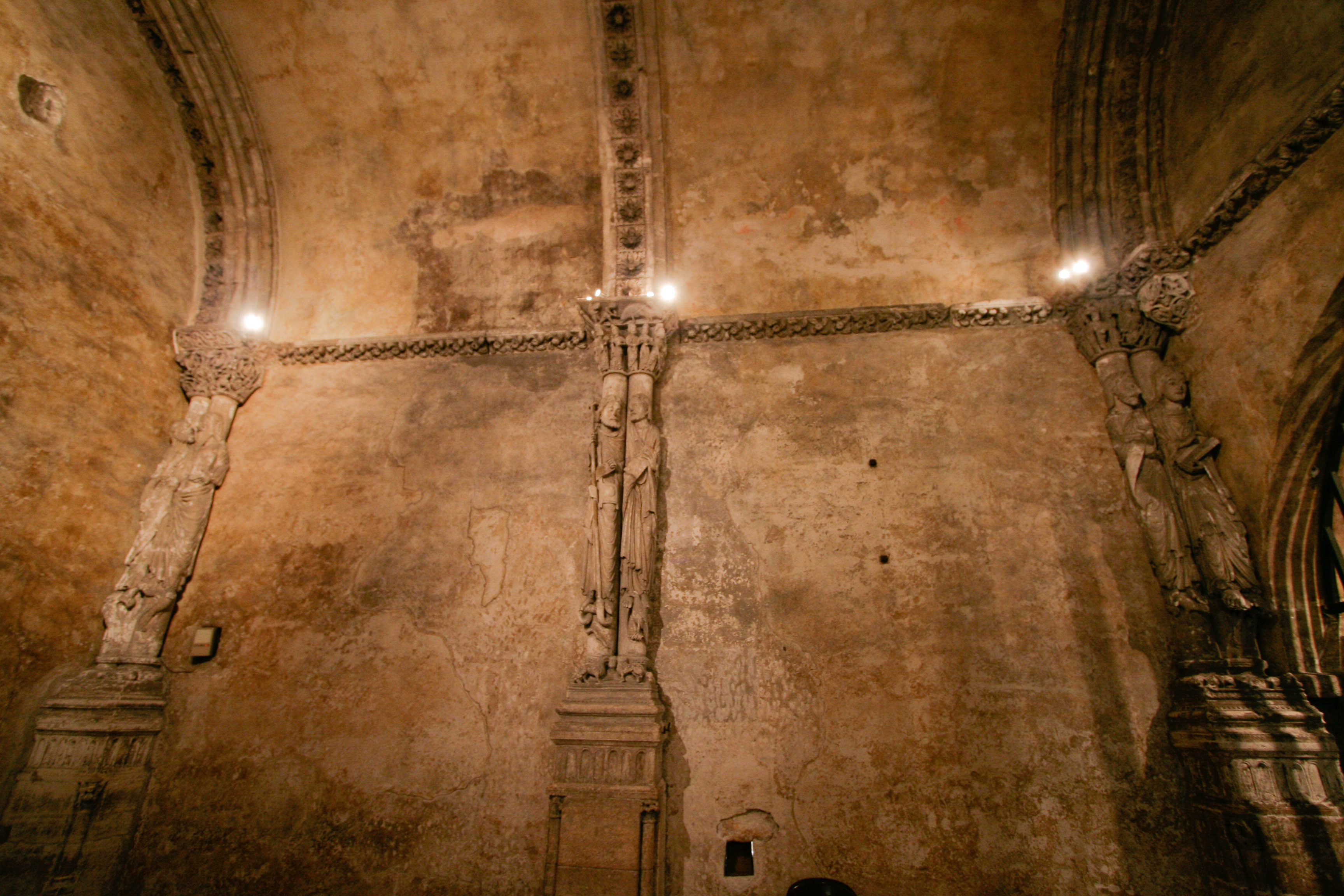
Lateral izquierdo de la Cámara Santa.

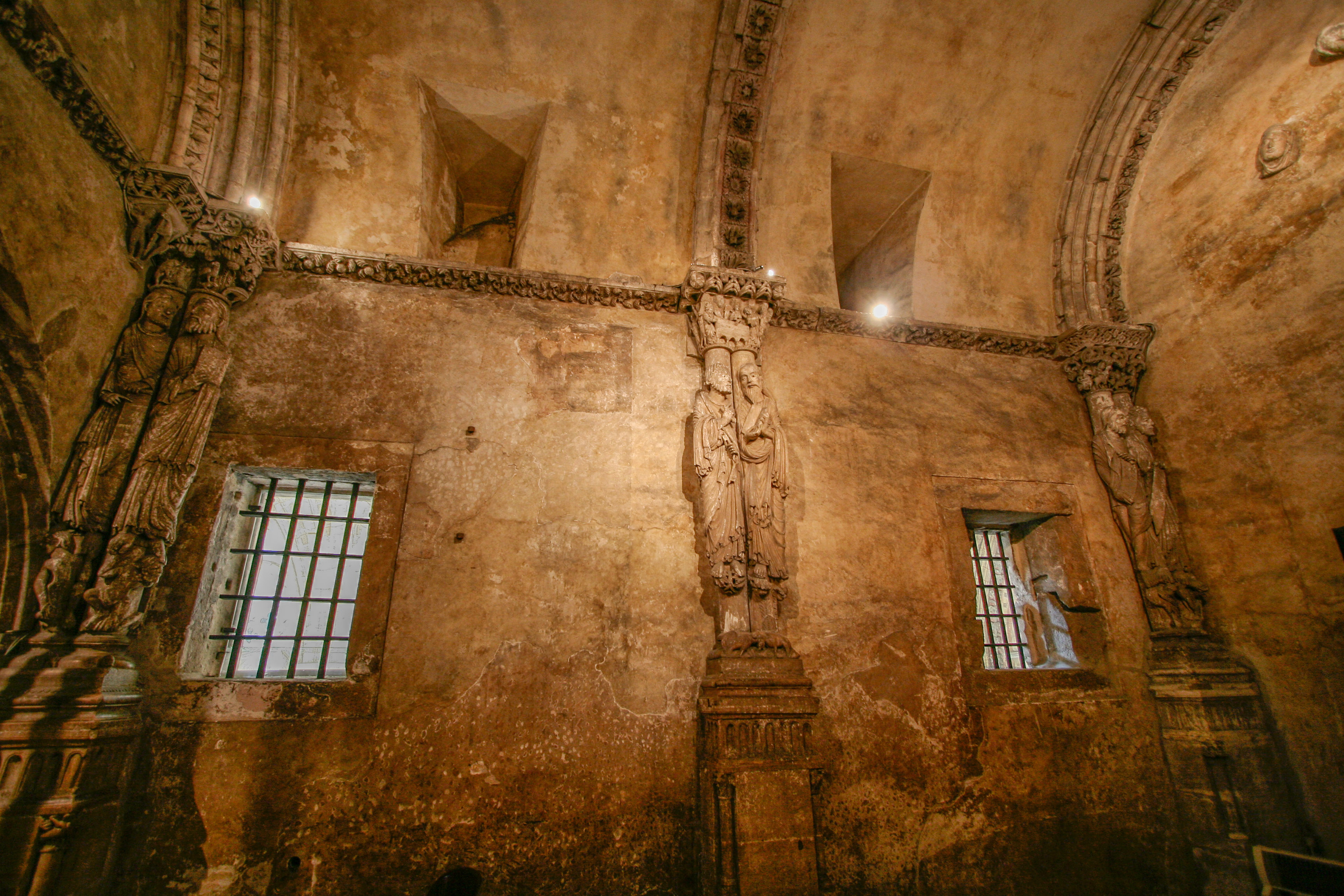
Lateral derecho según se entra de la cámara santa o capilla de san Miguel. En esta imagen se pueden ver seis de las esculturas románicas que pertenecen.

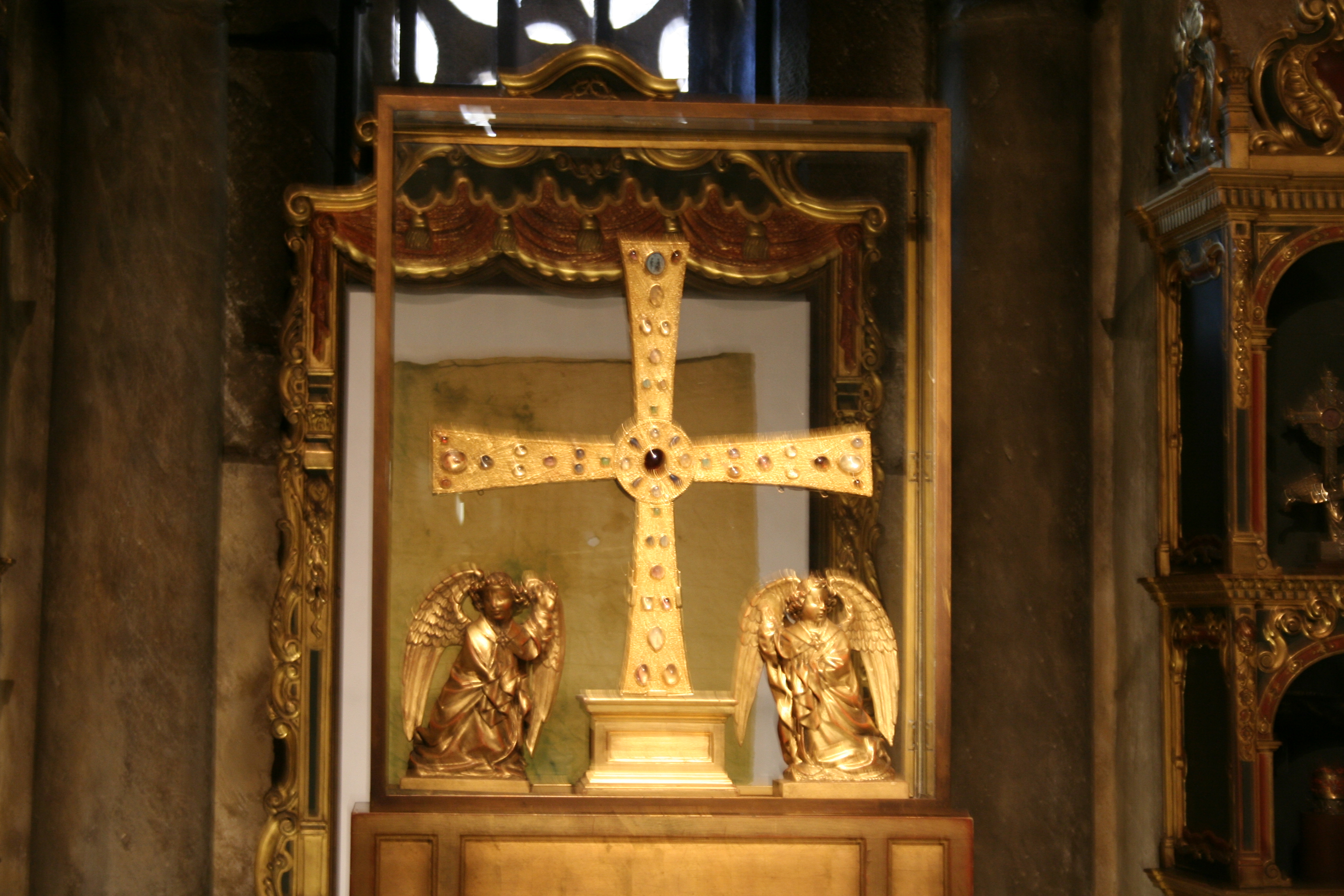
En primer plano Cruz de los Ángeles, en segundo plano Sudario de Oviedo.

En este apartado se puede destacar una colección de esculturas románicas que están consideradas como una de las obras cumbres de este periodo. Se trata de seis parejas de estatuas que forman un apostolado y que están situadas en las cuatro esquinas y una a cada lado en los muros a media distancia de las esquinas, las basas y los capiteles de estas estatuas son también de gran importancia escultórica. Se ha querido atribuir estas esculturas al Maestro Mateo, autor del Pórtico de la Gloria de Santiago de Compostela, pero actualmente se ha decidido que son de una época posterior, aunque siguiendo la línea de este autor, ya que los apóstoles muestran una interacción similar a los que aparecen en las jambas de Santiago, muestran algunos rasgos de individualidad y abundancia de plegados. Además estas estatuas poseían policromía.
En la remodelación del techo de la nave también se decoró con imágenes labradas en los arcos fajones.

## Cronología

### Construcción

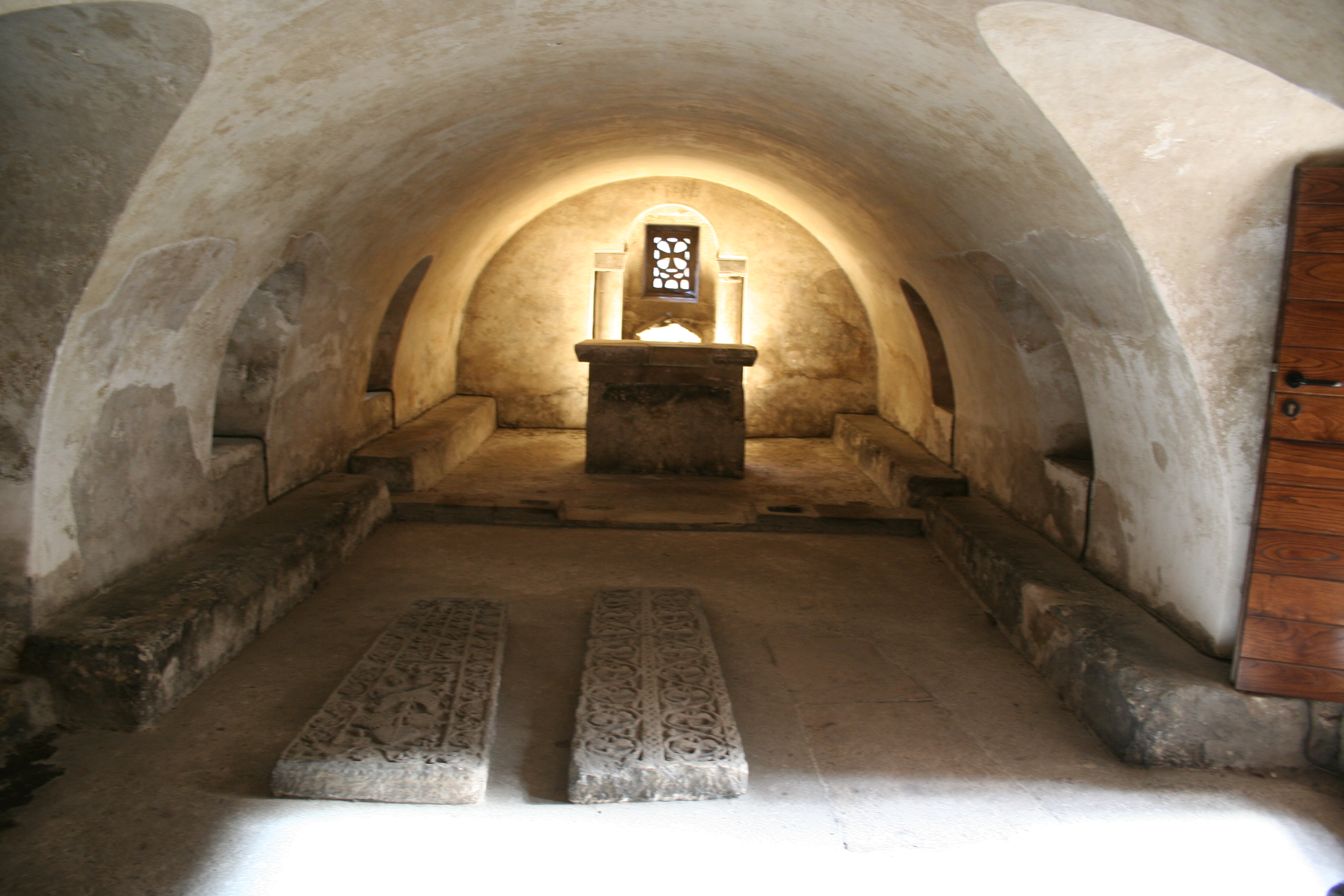
Cripta de Santa Leocadia

La fecha de construcción de la Cámara Santa es objeto de debate, ya que aunque se le ha atribuido tradicionalmente a la época de Alfonso II el Casto, no aparece citada en ninguno de los documentos de dicha época, concretamente en el testamento del rey recogido en el Liber Testamentorum Ecclesie Ovetensis. En la Crónica Silense, del siglo XII, se le atribuye igualmente su construcción a Alfonso II, citando expresamente la Capilla de Santa Leocadia y una estancia sobre ella para que los fieles pudiesen adorar el Arca Santa. La ausencia de advocación en esta crónica da pie a pensar que la dedicación a San Miguel de la capilla superior fue posterior a dicho siglo.
El silencio de las crónicas se justifica con el hecho de que, al ser la Cámara Santa una parte del palacio de Alfonso II, no merecía una mención específica. Además se ha considerado que estilísticamente pertenece a la época de este monarca.
Sin embargo, otros autores consideran que la Cámara se edificó en tiempos del rey Alfonso III el Magno con motivo de la llegada de los restos de los mártires cordobeses Eulogio y Leocricia traídos en 884 por Dulcidio, embajador del rey ante el emir de Córdoba Mohamed I.
La cuestión sigue abierta a la espera de más hallazgos y excavaciones que confirmen una u otra opinión.
Posteriormente fue añadido un pórtico en el lado norte, fechado entre la terminación de la Cámara Santa, como muy tarde a finales del siglo IX, y el siglo XI, pues fue enterrado en él en 1076 el obispo Froilán. El arranque de los muros y varias tumbas, entre las que se hallaba la lápida funeraria de este obispo, fueron encontradas durante las obras de reconstrucción de la Cámara Santa entre los años 1938 y 1942, durante las que se demolieron varias construcciones para dejar libre el Cementerio de Peregrinos y se rebajó el nivel del suelo 70 cm, con lo que quedaron a la vista estos cimientos. Dicho pórtico medía 12,45 metros de longitud y, salvo los arranques de piedra, el resto de la construcción debía de ser de madera. No se conoce la fecha en la que desapareció este pórtico. Se ha propuesto como causa de su destrucción la construcción de la cabecera de la actual catedral gótica en el siglo XIV en tiempos del obispo Gutierre de Toledo, si no fue antes con las reformas efectuadas en el siglo XII.
La Torre de San Miguel tenía dos puertas en su lado norte, que se pueden ver todavía en la pared posterior de la Capilla de Covadonga, en la girola de la catedral, una a nivel del suelo que daba acceso a su piso inferior y otra a nivel de la Capilla de San Miguel que era la que se usaba para el acceso a dicha capilla mediante una escalera de caballete en el exterior, en uso hasta el siglo XV. El espacio recibió las advocaciones de San Antolín, de Santa María Magdalena y de Nuestra Señora de Covadonga.

### Modificaciones delsigloXII
Posteriormente en el siglo XII con la reforma románica de la Cámara Santa, se cegó la puerta inferior de la Torre de San Miguel y, para no dejar sin uso su planta inferior, se abrió todo el muro oriental de dicha planta para añadir ese espacio al de la Capilla de Santa Leocadia. Igualmente se construyó una bóveda de medio punto a continuación de la de la capilla sustituyendo el techo de madera que anteriormente tenía. Como la Cámara no está adosada a eje de la torre, los hombros de la bóveda no están a la misma distancia de los muros laterales. Hoy en día esta diferencia no se percibe pues al construir el coro catedralicio, adosado a la Cámara Santa, se desbastaron los muros de ambas construcciones para alinearlos con los del nuevo coro. 

### Entorno y accesos
El acceso al vestíbulo desde el transepto se realizaba a través de una puerta a media altura que se alcanzaba mediante unas escaleras adosadas al muro del transepto. Dicha puerta está decorada con un arco conopial con cardinas, florón y repisa con la Cruz de los Ángeles. Justo al lado de esta puerta hay otra más pequeña, de arco apuntado y sin decoración, salvo por el escudo del obispo Alonso de Palenzuela, que, a pesar de su situación, no daba al vestíbulo sino al muro oeste del transepto, por lo que se considera que era una puerta de servicio, dada su modestia, que conducía a un edificio situado en el lado oeste del transepto que desapareció en el siglo XVIII.
En el siglo XVIII se construyó, al mismo tiempo que el piso alto del claustro, una nueva escalera de acceso al vestíbulo, cuya caja está adosada al trasepto por el exterior para de esa manera liberar el espacio de la escalera interior. Las dos puertas a media altura por las que se accedía al vestíbulo desde el brazo sur del transepto, anteriormente citadas, perdieron su función y fueron tapiadas, aunque siguen siendo perfectamente visibles en el muro sur del transepto. La entrada a esta escalera fue adornada en 1901 con la portada gótica del coro, que estando en el centro de la catedral, fue desmontado en ese año para dejar la nave diáfana.
Finalmente, en las intervenciones de los años 1998 y 1999, y de acuerdo con el Plan Director de la Catedral de Oviedo, para no interferir el uso turístico con el uso litúrgico de la catedral, se acordó rehabilitar los edificios prerrománicos destinados a carboneras y almacenes como nuevo centro de recepción de visitantes, al que se accede desde el exterior por la puerta lateral de la catedral, llamada De la Perdonanza, y crear un nuevo acceso a la Cámara Santa y al Museo de la Iglesia, instalado en el piso alto del claustro, por el interior de la Torre Vieja.